# Кам'янопіль (Львівський район)
Кам'я́нопіль — село в Україні, у Мурованській сільській громаді Львівського району Львівської області. Населення становить 312 осіб.

## Історія
Першою письмовою згадкою про Кам'янопіль, що дійшла до наших днів є судовий запис від 5 червня 1447, де говориться, що шляхтич Юрша з Мальчич силою забрав корову в Анни, жінки кметя з Кам'янополя, яка звернулась в суд, вимагаючи 10-кратного відшкодування. Шляхтич був зобов'язаний віддати протягом тижня корову або копу грошей.
Проте існує немало доказів існування в околиці Кам'янополя і давніших поселень.
Першим археологічні розкопки в околицях Кам'янополя проводив А. Шнайдер (1870), під час яких було знайдено крем'яні сокири, списи та ножі, походження яких датується 5000–2500 рр. до н. е. (неолітична доба). В лісі на межі Кам'янополя та Сорок Львівських було знайдене сидяче поховання, датоване 5 тисячоліттям до н. е.
Околиці на схід від Львова були густо заселені. На розвиток хліборобства вказують археологічні знахідки: крем'яні серпи, зернотертки (передвісники жорен), знайдені при розкопках в Запитові, Борщовичах, Кам'янополі, Лисиничах, інших селах.

Після прийняття християнства церква заборонила спалювання покійників. Відтоді мерців ховають у випростаній позиції головами на захід. Спершу над покійниками, за давнім поганським звичаєм, насипали високі могили, не закопуючи їх у землю. Одне з таких поховань розкопано в Кам'янополі, де серед останків дубової домовини лежав кістяк жінки з бронзовим перснем на руці.

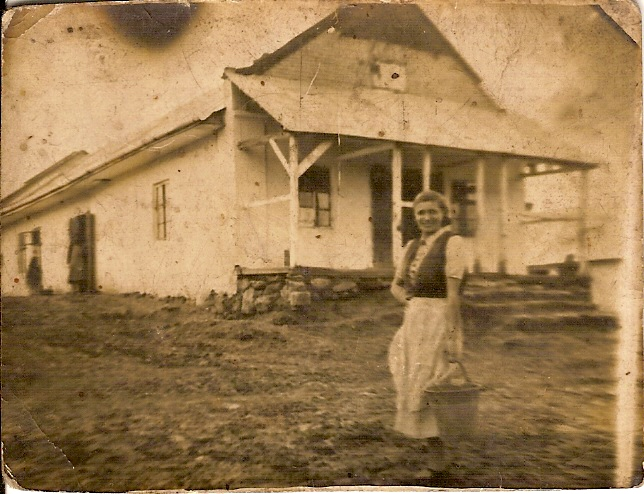
Корчма. Збереглась до наших днів у такому вигляді
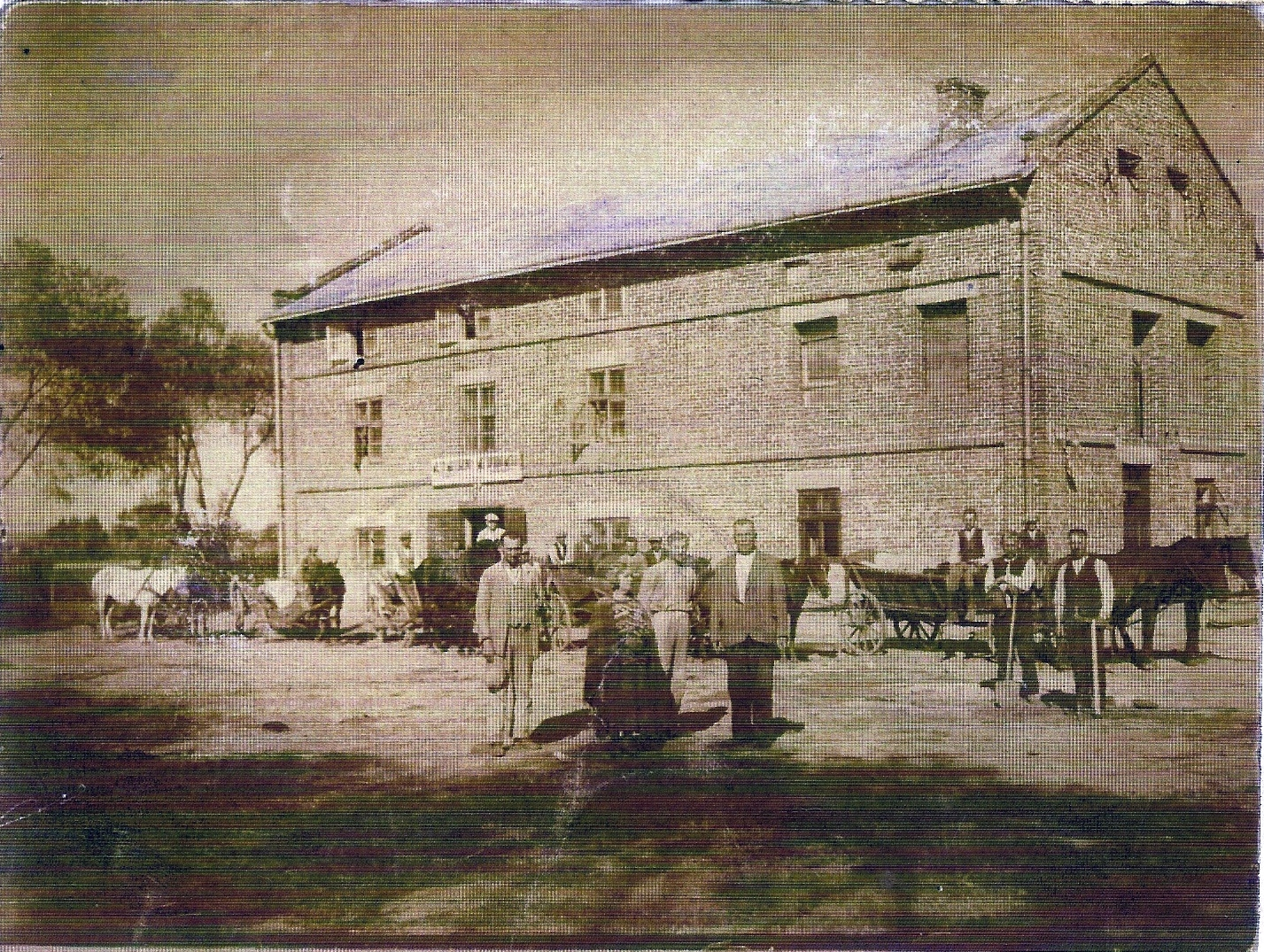
Млин. Зруйнований. Знаходився поруч зі сучасною будівлею магазину
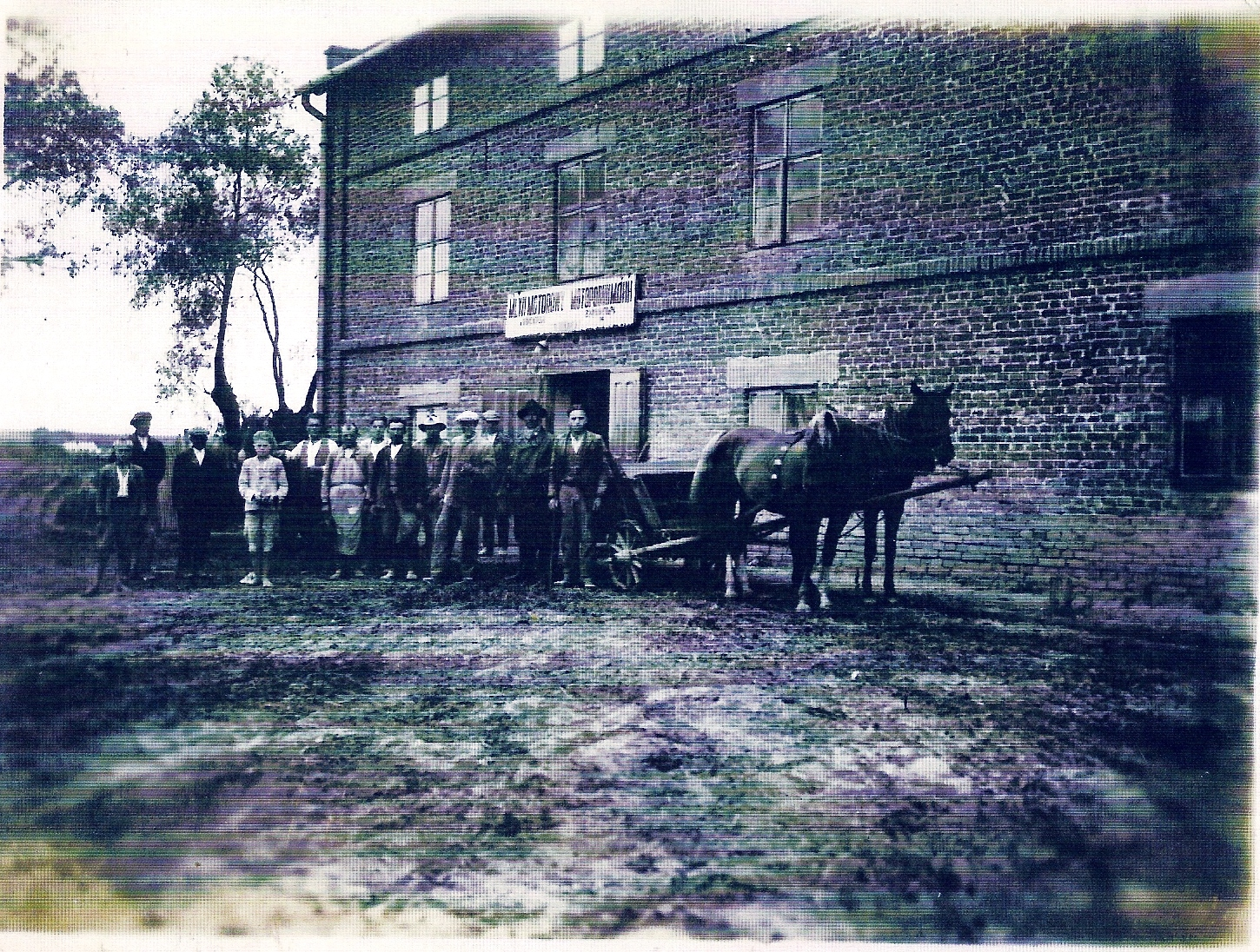
Млин с. Кам'янопіль

## Населення
За даними всеукраїнського перепису населення 2001 року, у селі мешкало 312 осіб. Мовний склад села був таким:
| Мова       | Число ос. | Відсоток |
| ---------- | --------- | -------- |
| українська | 312       | 100      |

## Історія храму в Кам'янополі
До 1928 року село Кам'янопіль свого храму не мало. На той час греко-католицька громада с. Кам'янопіль становила 162 особи, які ходили до церкви в Підбірцях, де хрестили дітей, вінчалися і хоронилися. А друга частина жителів (римо-католики) ходили до костелу в с. Пруси, де ксьондз Ян Скужак вів активну полонізацію українського населення, особливо жінок.
1928 — греко-католицька церковна громада села Мразниці (тепер м. Борислав) подарувала греко-католицькій громаді с. Кам'янопіль старий дерев'яний храм. На той час мразничани збудували нову цегляну церкву. За Польщі для українців це була дуже визначна подія.
З історичних джерел відомо, що близько 1834 парох Михайло Вітошинський відбудував невеличку дерев'яну церкву. Як свідчать написи на сволоку храму, знайдені 31 травня 1928 і занотовані парохом о. І.Ліщинським, на цьому місці споконвіку стояла церква. З нотаток отця Ліщинського дізнаємося таке: «Тут от давніх літ церков була до року (1834), а сія церков року 1835 поставлена за битнощі Вельможного Пана Ксєндза Вітошинськєго пароха з Борислава у Мразниці (такий напис був на балці сієї церкви). Церков ся за пароха І.Ліщинського 31 мая 1928 зістала розібрана і перевезена з долішнім іконостасом до села Каменопіль (парохія Підбірці) коло Львова. Попередня церков після (…) мала згоріти».
Дерев'яний храм 1864 року переобладнали і в такому вигляді він зберігся до побудови нового.

Образи іконостасу, найімовірніше, є вцілілими частинами старовинної церкви. Про це може свідчити ікона «Богоматір», передана на зберігання в музей «Дрогобиччина» (мистецтвознавці датують її XVI століттям, автором вважають іконописця Федька). Ікона «Одигітрія з похвалою» виконана в дусі національного відродження. На відміну від сучасників, які малювали «Одигітрію» у поясному чи поколінному виді, дрогобицький майстер намалював св. Марію, яка сидить на троні з Немовлям, як Царицю Небесну, а по боках, у 12 клеймах зображені постаті пророків, що сповіщали похвалою Її прихід на землю й очікування народження Сина Божого. Тим самим відроджено традицію мотиву «Небесної Цариці». Таке вирішення образу Богородиці мало витоки з часів раннього візантійського мистецтва і практично не втратило популярності у поствізантійському мистецтві аж до початку XVII ст.

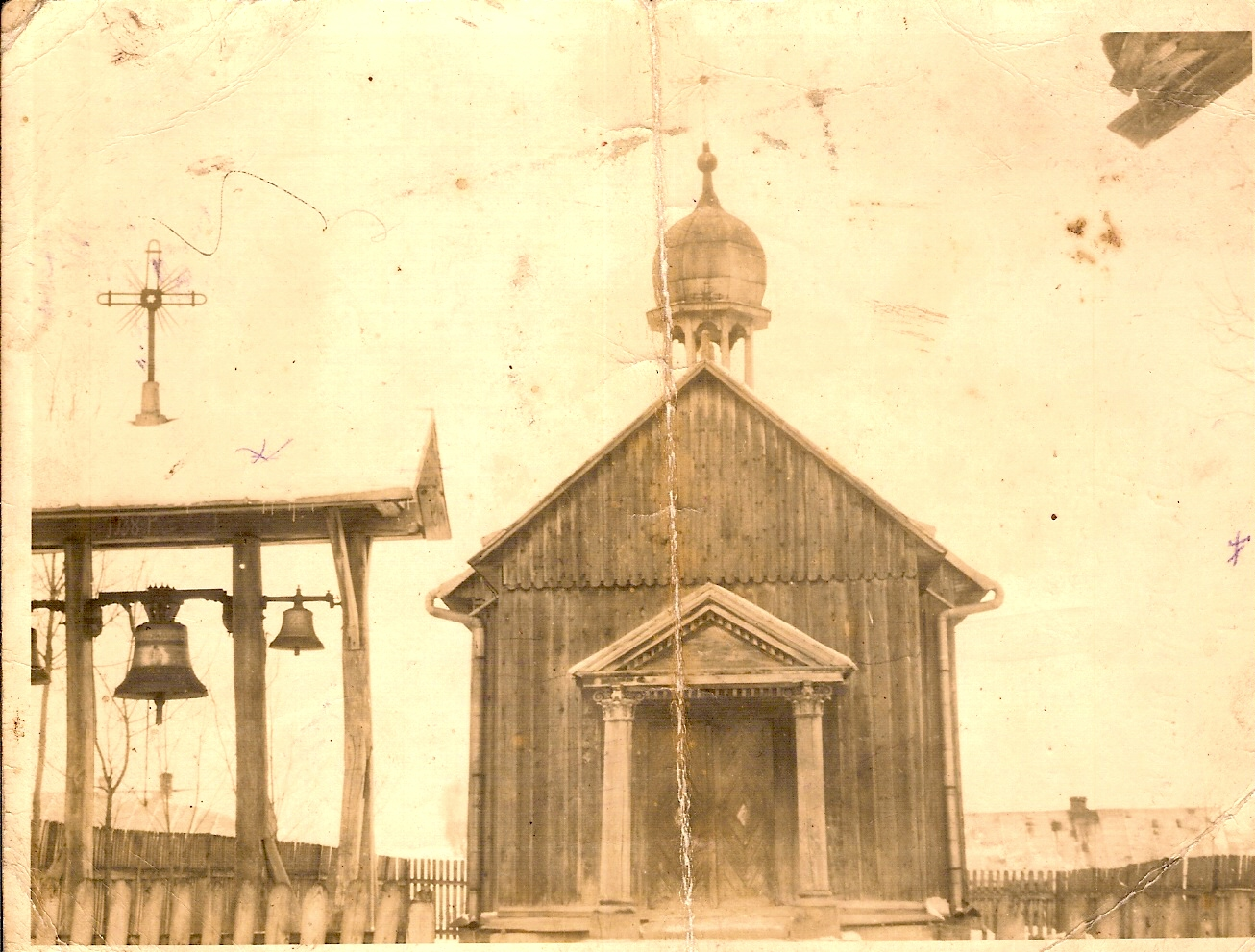
Церква в с. Кам'янопіль 1938 рік
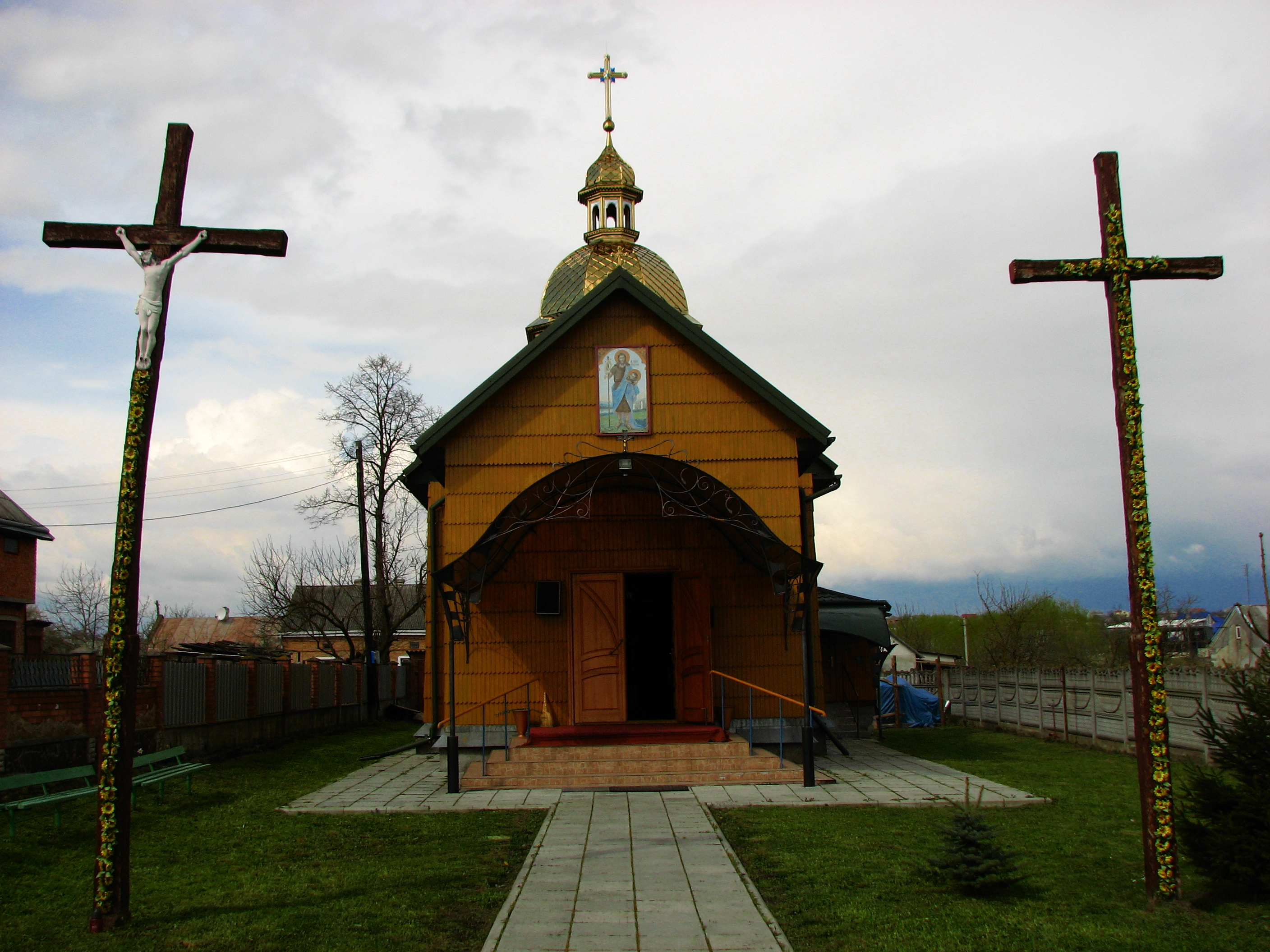
2012 рік
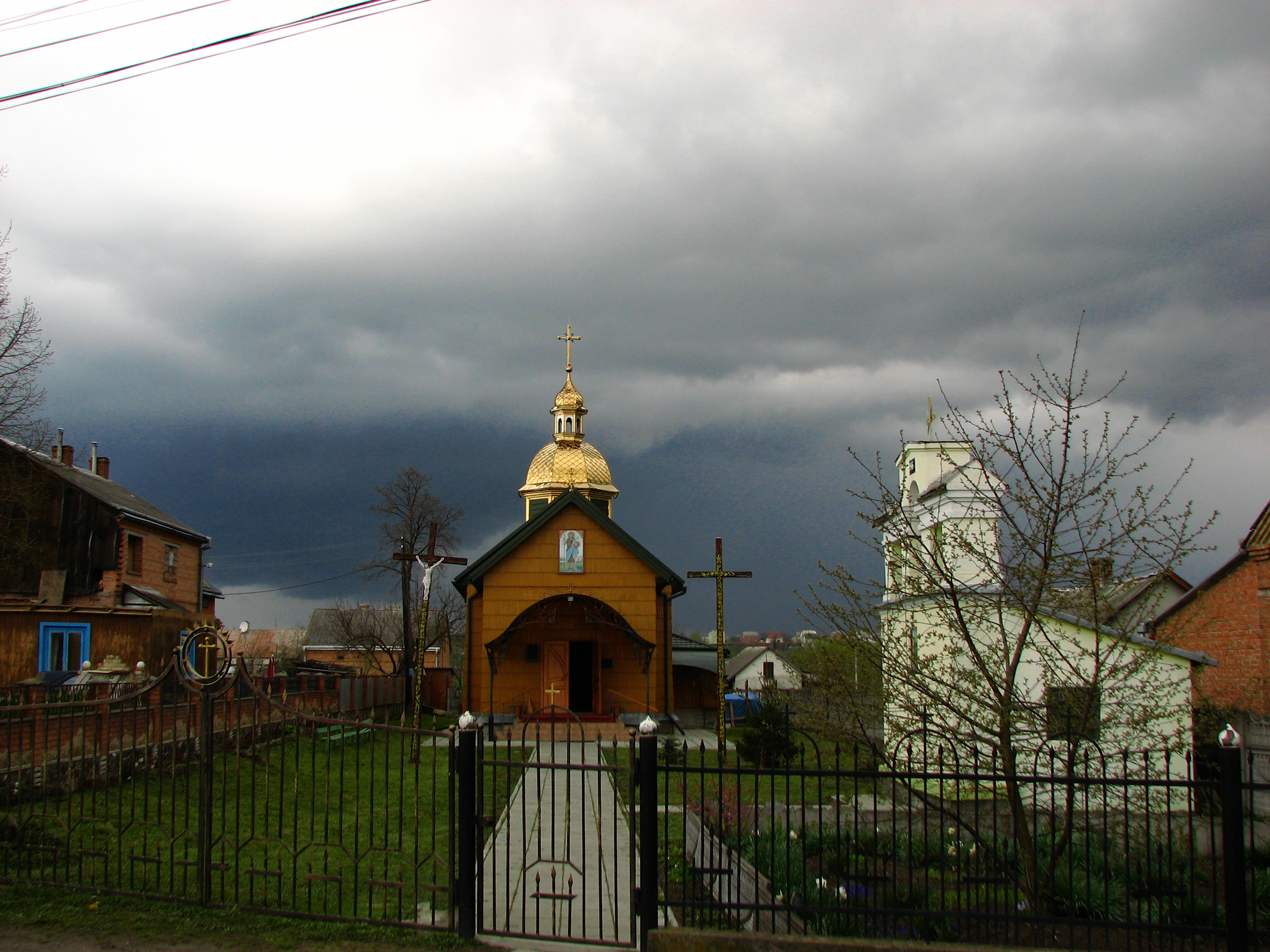
2012 рік
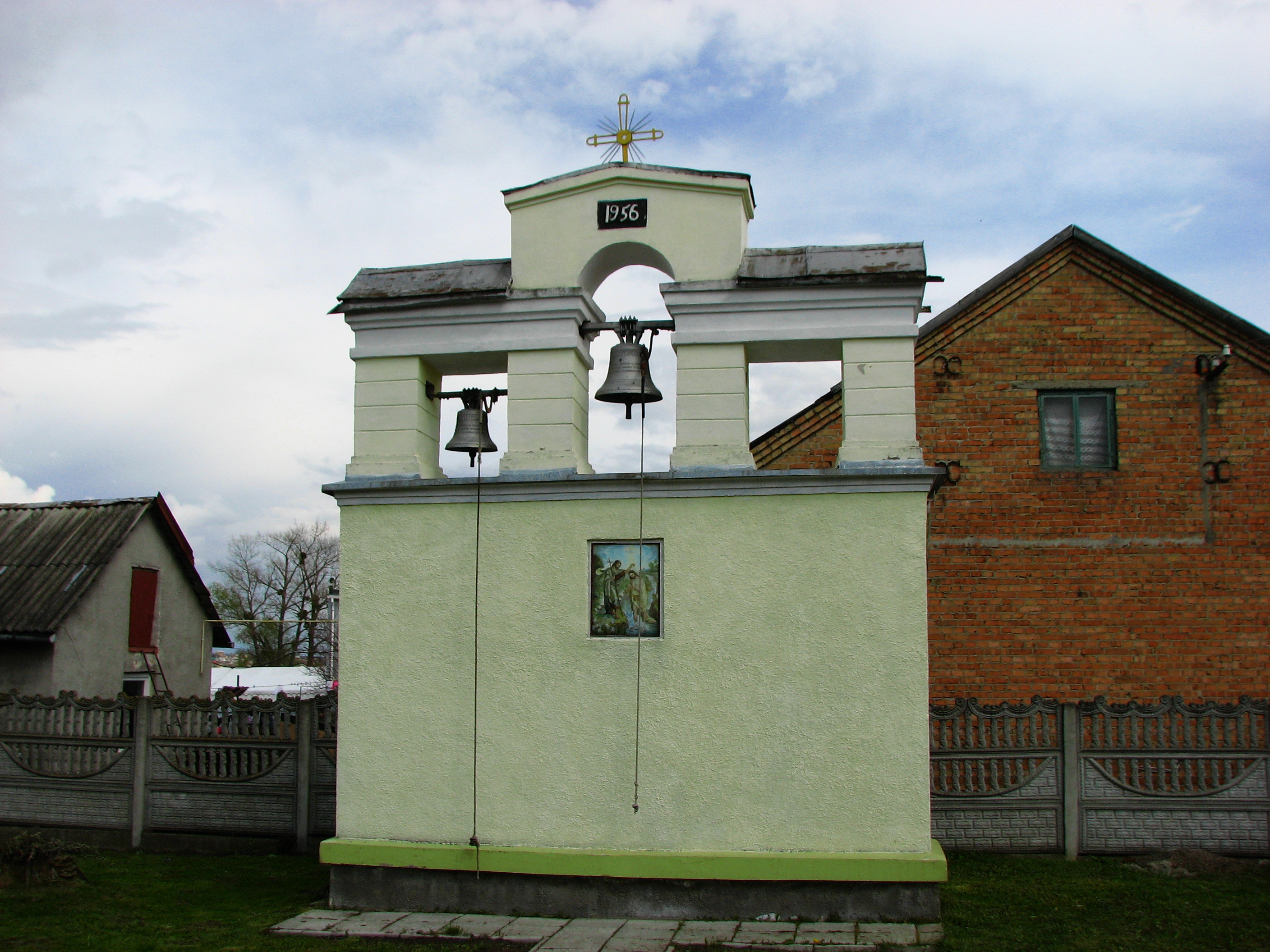
Третій дзвін і досі схований на території храму. Дзвони були закопані селянами під час 2СВ, щоб їх не переплавили на зброю

Надзвичайну цінність становить збережена метрична книга реєстрації актів про шлюб, яку вели в церкві протягом 1788-1920 (ця книга є найдавнішою метричною книгою в Галичині). Згідно з нею, за вказаний період у церкві провели 285 вінчань.
Зведення храму на новому місці та його впорядкування тривали рік. 1929 року церкву посвятили. У тодішній газеті «Діло» було вміщено таку замітку: «Українці Камінополя (…) складають подяку всім, що причинились до будови церкви в Камінополи. В першу чергу нашому парохові о. дек. Петрови Пилипцеви і (…) послови Львівщини О. Сов. І.Ліщинському парохові та його парохіянам.(…) Виділ Тов. св. Петра у Львові уділив нам допомоги на викінчення церкви 300 зол. Дооколичні парохії а саме Винники, Зарудці, Зашків, Жидятичі, Лисиничі, Ляшки, Малехів, Миклашів, Підберізці, Пикуловичі, Сороки, Яричів, церкви Успенія і св. О. Николая у Львові зложили жертви будь то в грошах, будь то з церковного приладдя. Спеціально зазначуємо наступні жертви: Лисиничі два добрі фелони, Пикуловичі євангеліє, плащаницю, процесійний хрест, ліхтарі і 68 зол. Миклашів чаша, монстранція, хоругви і ліхтарі. Винники фани, обрус, хрест, ліхтарі і 60 зол. Підберізці стихар, ліхтарі і 35 зол. Церква Успенія у Львові чашу, Сороки чаша і 263 зол. Ляшки Муровані 4 фелони, всеночннк і 140 зол. Місцевий власник млина [єврей] п. Мілєр 50 зол. (…). — Камінопіль в маю 1929. Андрій Вічурко, Іван Дзюбик, Іван Мельник, Санько Мельник, Гринько Островський, Михайло Островський, Теодор Савка, Теодор Сеньків».
Іванишин Зиновія (1922 р. н.) згадує, як раділи українці Кам'янополя будівництву церкви, як вони (тоді ще малі діти) весело бавилися біля фундаменту майбутньої церкви.
Храмовим святом є Усікновення Голови Святого Івана Хрестителя. За розповідями старожилів, так церкву назвали на честь чоловіка, який подарував власну землю під будівництво храму, — Мельника Івана (Михалишина). Як розповідала Мельник Ірина: «Спочатку планували храмовим святом зробити 7 липня (день народження Івана Хрестителя) та оскільки в цей день празник святкують близькі церкви в Сороках Львівських і у Винниках, вирішили зупинитись на дні смерті Івана Хрестителя, що має місце 11 вересня».
Побудова церкви в Кам'янополі стимулювала піднесення патріотичного духу, а відтак пожвавлення культурно-просвітницької діяльності. 1931 збудували новий будинок читальні, відкрили українську бібліотеку та дитячий садочок. 1937 в селі відкрили осередок т-ва «Рідна школа».
1922-1937 — парохом у селах Підбірці та Кам'янопіль був декан о. Петро Пилипець. Під його опікою збудовано церкву в Кам'янополі (1928) та нову цегляну церкву в Підбірцях (1934).
Отець Пилипець мав велику повагу в околиці. У Винниках у 1924 стався випадок при посвяченні відновленого пам'ятника Т. Г. Шевченку. Польська влада за жодних умов не давала дозволу на його урочисте відкриття. Староста міста поляк Зелінський категорично заборонив проведення масових зборів українців. Але делегації української інтелігенції вдалося якось вплинути на його рішення. Проте Зелінський погодився змінити свою позицію лише за умови, що промова буде дуже короткою та не міститиме жодних патріотичних нот. Цю почесну справу було доручено о. Петру Пилипцю.
Проти українців готувались провокації. Довкола пам'ятника було виставлено багато поліції, а серед людей стояли польські провокатори. Варто було прозвучати з трибуни хоч одному патріотичному щодо України слову, як в той же час мітинг би розігнали, а його учасників заарештували.
Священники скоро провели обряд посвячення і на трибуну вийшов парох о. Пилипець, а що був високий, поставний і мав сильний голос, то його було далеко чути: "В ім'я Отця, і Сина, і Святого Духа. Nie damy ziemi skąnd nasz ród… — продекламував цілу «роту» Конопницької, потім сказав кілька слів про Шевченка і знову перейшов до «роти». Українці були піднесені духом, а поляки опустили голови, так як не мали причини до провокацій.
Можна з впевненістю говорити, що о. П. Пилипець вніс немалу лепту у підняття духовності, культури та національної самосвідомості своїх парафіян.
Починаючи з 1929 року українці Кам'янополя, щоб відвідати Богослужіння, вже не мусять долати відстань у кілька кілометрів, у них є своя церква. І в дощ, і в негоду, і в святкові, і в недільні дні священика привозили фірою з Підборець. Старожили села згадують про незручності, які приходилось переносити при відвідуванні церкви в Підбірцях. «Одного зимового вечора їхали ми до Підборець на санях. Снігу було вище пояса. Сани наїхали на кучугуру і перевернулись. А були на серед нас малі діти, то й повилітали в сніг. І родичам довелося їх шукати. А одної дощової осені земля так розкисла, що не можна було чобіт витягнути з глини і були змушені вертатись додому. Тому Камянопільці дуже задоволені, що мають свою церкву.» — розповідає Мельник Ірина.
Першими в церкві взяли шлюб Карабан Федір та Марія Мельник. Тут хрестили дітей хоронили усопших, проводили інші обряди — так почалось нове життя церкви в Кам'янополі.
Люди хто чим міг допомагали зведенню та благоустрою храму: вишивали рушники, фани, ризи, купували обрядове знаряддя, прибирали всередині і зовні храму. Певний час церква була покрита рідним привезеним з Борислава гонтом, який від старості вже почав протікати, довелося перекривати наново. І тут не обійшлось без свідомих людей. Мельник Іван Матвійович віддає бляху, що придбав для покриття власної, покритої соломою, хати.
1938 року будують дерев'яну дзвіницю на три дзвони, церковний двір обгороджують дерев'яним парканом, довкола церкви насаджують ясени, дерево-символ Кам'янополя. Три дзвони новозбудованої дзвіниці сповіщали жителів села про недільні та святкові богослужіння. Споконвіку в наших селах існував звичай, що на Великдень дзвони не дармували. Як причепилось до них парубоцтво по освяченні пасок, то не давало їм спуску до Провідної неділі. А коли вже старші хлопці залишали дзвони та йшли бавитись гаївки, то приходила черга дітлахів. Яке то було щастя, яка радість дорватись до дзвона. І виспівували дзвони по довкільних селах.
Після о. Пилипця, якого 1937 року переводять в с. Великі Підліски (де він і помер 1943 р.), парохами в церкві були: колишній капелан Українських січових стрільців о. Богдан Кучабський (1937 р.), о. Іван Романчукевич (1937—1940 рр.), який емігрував на захід, та в 1945 був впійманий большевицькою агентурою та повернутий до Самбора, о. Стисловський (1940 р.) та о. Степан Хабурський (1940—1944 рр.), котрий в наш час[коли?] проживає в Торонто (Канада).
Період життя Кам'янопільської церкви з 1937 по 1944 роки на жаль маловідомий. Друга Світова Війна принесла зміни не лише на державному рівні, але й на рівні окремо взятої громади.
З воєнним періодом пов'язана цікава сільська легенда. За переказами при наступі німців жителі Кам'янополя познімали з дзвіниці два дзвони і закопали їх у різних місцях церковного подвір'я, щоб запобігти їхньому переплавлянню на зброю. Один з них було знайдено, а от місце знаходження другого невідомо ще й досі. Старі люди кажуть, що його сховали під підлогою церкви, але точного місця ніхто вже не може показати, та й знали його одиниці. Найімовірніше він захований під вівтарем, та сумнівно, що хтось наважиться на таке не вміру виправдане святотатство. Тому судилось мабуть цьому дзвону і далі лежати у святій землі.
Після спорудження церкви в парафіян залишилась ще одна гостра проблема — не було цвинтаря. Польська влада і зокрема Кам'янопільський поміщик Кречунович (вірменин за національністю), котрий володів з 1919 по 1938 рік більшістю земель, не бажав виділяти місця під поховання. Тому аж до 1945 року українців хоронили в Підбірцях. Ще до сьогодні на їхньому цвинтарі збереглись пам'ятники та хрести з іменами наших предків, у тому числі пам'ятник родини Мельників з Кам'янополя. Автори: Байда Роман та Мирослав Брода.